# 対称群

対称群 S のケイリーグラフ。

対称群（たいしょうぐん、symmetric group）とは、「ものを並べ替える」という操作を元とする群である。この場合の「ものを並べ替える」操作のことを置換（ちかん、permutation）という。数学の議論の様々な場面で「番号づけられて並んでいるものを入れ替える」「入れ替えの可能性すべてを調べる」ことが問題となり、対称群はそのような議論を定式化するために用いられる。置換のうちで特別なものだけを集めて得られる群は置換群（ちかんぐん、permutation group）と呼ばれる。置換群が空間 X の変換群として与えられているとき、X の元 x の置換は Stab(x) = {σ ∈ SX  |  σx = x} で与えられる SX の部分群の分だけ潰れているが、これは X のなかに x と「同じ」元が複数含まれている場合に対応しており、X の中でこれらを区別することができれば X の元の置換から対称群 SX が回復される。

## 定義
集合 In = {1, 2, …, n} に対し、In から In への全単射全体の集合は写像の合成を積として群になることがわかる。これは n-次の対称群と呼ばれ、
{\displaystyle S_{n},\quad \Sigma _{n},\quad {\mathfrak {S}}_{n},\quad \operatorname {Sym} (n)}
などで表される。Sn の元は n 次の置換と呼ばれる。
n-次対称群の位数は n の階乗 n! である。
X を有限集合とするとき、In の場合と同様にして X から X への全単射全体の集合を Sym(X) とおくと、写像の合成を積として Sym(X) は群になる。このとき、Sym(X) は X の対称群と呼ばれる。有限集合の間の単射 X → Y に対して対称群の間の単射 Sym(X) → Sym(Y) が自然に定まる。
特に、X の位数（含まれる元の個数、濃度）が n のとき、X と集合 In とのあいだに全単射が存在するので両者を同一視することにより、Sym(X) と Sn とは群として同型になる。この（全単射の取り方に依存する）群の同一視は次のように理解できる。In からXへの全単射は In による X の元の番号付けによって、または X の元を数え上げる列 (x1, x2, …, xn) によって表される。このとき n-次置換 σ は点 xi を点 xσi に移すような写像、つまり点列 (x1, x2, …, xn) の順番を (xσ1, xσ2, ..., xσn) へと入れ替える写像として具体的に理解することができる。この写像に対応するグラフは、組 (xk, σ(xk)) を k = 1, 2, …, n に対して集めた有限集合であり、これはしばしば
{\displaystyle {\begin{bmatrix}x_{k}\\\sigma (x_{k})\end{bmatrix}},\quad {\begin{bmatrix}x_{1}&x_{2}&\cdots &x_{n}\\\sigma (x_{1})&\sigma (x_{2})&\cdots &\sigma (x_{n})\end{bmatrix}}}
あるいは
{\displaystyle {\begin{bmatrix}x_{k}\\x_{\sigma (k)}\end{bmatrix}},\quad {\begin{bmatrix}x_{1}&x_{2}&\cdots &x_{n}\\x_{\sigma (1)}&x_{\sigma (2)}&\cdots &x_{\sigma (n)}\end{bmatrix}},\quad {\begin{bmatrix}k\\\sigma (k)\end{bmatrix}}}
のように記される。後者の記法は番号の入れ替えとしての σ の表示を与えており、この二つの記法の対応が集合X と集合 In との同一視の仕方（全単射の選び方）に応じた Sym(X) と Sn = Sym(In) との間に定まる群の同型対応を具体的に与えている。
無限集合についての対称群にあたるものとして二つの異なった概念が挙げられる。ひとつめの概念は有限集合 X に対する Sym(X) の構成をそのまま拡張し、有限とは限らない集合 Y に対しても Y から Y への全単射全体のなす群を考えることによって得られる。もう一つのより繊細な概念は、有限とは限らない集合 Y に対して、その有限部分集合全体のなす族 F を考え、有限対称群たち Sym(X) (X ∈ F) の直極限
{\displaystyle \varinjlim _{X\in \mathbf {F} }\operatorname {Sym} (X)}
として得られる群である。この二つの定式化は有限集合に対しては自然に同型な群を与えている。自然数の集合 N に対して二つ目の方法を適用して得られる群は S∞ と書かれ、無限対称群と呼ばれる。これは Sn たちすべての合併と見なすことができる。

## 諸概念

### 群演算
対称群 Sn の群演算は写像の合成で与えられるが、置換 σ, τ が与えられたとき、σ, τ の積を共変的に στ で表すか反変的に τσ で表すかは（対称群の作用の方向が左からであるか右からであるかという）文脈による。
Sn の元 σ は全単射であるから逆写像 σ−1 が存在して、これが写像の合成に関する逆元を与えるから、この σ−1 が Sn における σ の逆元であり、σ の逆置換などと呼ばれる。Sn の単位元はどの元も動かさない恒等変換 id であり、これを 1 などで表して恒等置換などとも呼ぶ。

### 巡回置換
Sn に属する置換 σ は、{1, 2, …, n} 上のある全単射 f と、ある k ∈ {1, 2, …, n} に対し
{\displaystyle {\begin{bmatrix}k&f(k)&f^{2}(k)&\ldots &f^{m-1}(k)&f^{m}(k)&j\\f(k)&f^{2}(k)&f^{3}(k)&\ldots &f^{m}(k)&k&j\end{bmatrix}}}
の形（ここで j は fi(k) の形で得られないような {1, 2, …, n} の元全てについてである）に書けるならば巡回置換 (cycle) と呼び、
{\displaystyle \sigma ={\begin{pmatrix}k&f(k)&\ldots &f^{m}(k)\end{pmatrix}}}
で表す。このとき m + 1 は σ によって一意に定まり、巡回置換 σ の長さ (length) と呼ばれる。
ふたつの巡回置換が互いに素であるとは、それらが共通の文字を含まないことを言う。互いに素な巡回置換は互いに可換である。
任意の置換は互いに素な巡回置換の積に順序を除いて一意的に分解することができる（ただし、「0 個の積」は恒等置換、「1 個の積」は自分自身という意味でいう）。

### 互換
置換のうち、特に二つの元のみを入れ替えて他の元は変えないものを互換 (transposition) という。すなわち、互換とは長さが 2 の巡回置換のことである。任意の置換は互換の積として表される。そのような表し方は一通りとはかぎらないが、表示にあらわれる互換の数が偶数であるか奇数であるかは表し方に依らずに決まる。これを置換の偶奇性 (parity) という（置換の偶奇性を参照）。偶数個の互換の積として表される置換のことを偶置換 (even permutation) といい、奇数個の互換の積として表される置換のことを奇置換 (odd permutation) という。n 次対称群の元のうち特に偶置換のみを集めると、その全体は n 次対称群の正規部分群となる。この群を n 次交代群 An という。n が 5 以上のとき、 n 次交代群はより小さな群の合成としては表せなくなっており、このことから五次以上の方程式に代数的な解の公式が存在しないことが説明される（ガロア理論）。
互換のうち (i (i + 1)) の形で表される互換を基本互換 (fundamental transpositions) あるいは隣接互換 (adjacent transpositions) と呼ぶ。任意の置換は実は隣接互換の積に分解できる。つまり、対称群 Sn は隣接互換で生成される。Sn における隣接互換 σi = (i (i + 1)) は組み紐関係式
{\displaystyle \sigma _{i}\sigma _{j}=\sigma _{j}\sigma _{i}\quad (\vert j-i\vert \neq 1)}
{\displaystyle \sigma _{i}\sigma _{i+1}\sigma _{i}=\sigma _{i+1}\sigma _{i}\sigma _{i+1}}
を満たし、組み紐群 Bn を生成元が対合となるという関係式
{\displaystyle \sigma _{i}^{2}=1}
で割って Sn 得られる。すなわち、Sn は An-型のコクセター群である。

### 置換の符号
n-次の置換 σ について、σ の符号と呼ばれる ±1 の数 sgn(σ) を定めることができる。sgn(σ) の定義にはいくつかの方法がある。
- sgn(σ) = (−1)d(σ). ただし d(σ) は 1 ≤ i < j ≤ n かつ σ(i) > σ(j) となっている (i, j) の組の数で、σ の転倒数と呼ばれる。
- σ が偶置換のとき sgn(σ) = 1, σ が奇置換のとき sgn(σ) = −1。つまり σ が k 個の互換の積で表せるとき sgn(σ) = (−1)k と定める。
- σ が表す置換行列を Xσ とするとき、Xσ の行列式によって sgn(σ) = det(Xσ) と定める。
- n 変数の差積 Δ =  Xi − Xj に対して、 Xσ(i) − Xσ(j) = sgn(σ)Δ で定める。

sgn は Sn から位数 2 の群 {±1} への準同型を定めており、二つ目の定式化からも明らかなように交代群はこの符号写像の核として特徴づけられる。

## 共役類
群に関する基本的な問題としてその共役類の分類が挙げられるが、対称群 Sn における共役類は Sn の n への自然な作用に関する軌道の形によって分類される。実際、σ と τ が Sn の元ならば σ と τστ−1 は同じ軌道の形を持っており、逆に σ と υ が同じ軌道の形を持つならば適当な τ ∈ Sn について υ = τστ−1 となっている。これはすなわち、任意の置換を互いに素な巡回置換の積として表したとき、現れる巡回置換の長さが重複度を込めて一致しているような置換は同じ共軛類に入り、またその逆も成り立つということである。たとえば、n = 3 で
σ: 1 → 2, 2 → 1, 3 → 3,
τ: 1 → 2, 2 → 3, 3 → 1
のとき、σ の軌道は {1, 2}, {3} (σ = (1 2)(3)) であり、一方 τστ−1 の軌道は {1}, {2, 3} (τστ−1 = (1)(2 3)) で、どちらも一つの元からなる軌道を一つと二つの元からなる軌道を一つ持っている。
このように、軌道の形（Sn の元の互いに素な巡回置換の積としての表示）は各自然数 k に対して k 個の元を持つような軌道（長さ k の巡回置換）の数 mk がいくつかを指定することで決定される。このとき、集合 n への作用を考えているので数列 (mk)k は ∑
k∈N kmk = n を満たさなければならない（n の分割）。このとき、
{\displaystyle 1^{m_{1}}2^{m_{2}}\ldots n^{m_{n}}\quad (1m_{1}+2m_{2}+\cdots +nm_{n}=n)}
を置換 σ の巡回置換型 (cycle type)、あるいはたんに型と呼ぶ。Sn の共軛類は巡回置換型によって決まる。さらに共軛類の大きさは巡回置換型を用いると
{\displaystyle {\frac {n!}{1^{m_{1}}2^{m_{2}}\dotsm n^{m_{n}}m_{1}!m_{2}!\dotsm m_{n}!}}}
と表せる。また、 n の分割は、位数 n のヤング図形と一対一に対応しており、したがって Sn の共役類は位数 n のヤング図形たちによって記述されることになる。

## 交代群との関係
n ≥ 5 のとき交代群 An は単純で、それによって誘導される商は符号函数である。すなわち、短完全列
{\displaystyle 1\to A_{n}\to S_{n}\to C_{2}\to 1}　(ただし{\displaystyle C_{2}}は位数2の巡回群)
は二つの元の互換を取ることによって分裂する。ゆえに、Sn は半直積
{\displaystyle A_{n}\rtimes C_{2}}
に分解され、かつそれ以外の真の正規部分群を持たないことがわかる。実際、部分群があれば An との交わりは単位群（したがってそれ自身単位群か二元群だが後者は正規ではない）または An（したがってそれ自身 An または Sn）だからである。
Sn は部分群である An に共軛によって作用し、n ≠ 6 のとき Sn は An の全自己同型群となる。
{\displaystyle \operatorname {Aut} (A_{n})\cong S_{n}.}
偶置換による共軛は An の内部自己同型であり、対して An の位数 2 の外部自己同型は奇置換による共軛に対応する。n = 6 のときは、A6 に例外型の外部自己同型が存在するので、S6 は A6 の全自己同型群とはなっていない。
したがって、n ≠ 6 のとき Sn は外部自己同型を持たず、さらに n ≠ 2 のとき中心を持たない。ゆえに n ≠ 2, 6 のとき Sn は完全である（後述）。
n ≥ 5 のとき Sn は概単純群であり、それは単純群 An とその自己同型群の間に位置するものとみなされる。

## 群の置換表現
群 G が与えられたとき、G の元 g の左・右・両側からの積
{\displaystyle {\begin{aligned}\gamma _{g}&\colon G\to G;\ x\mapsto gx\\\delta _{g}&\colon G\to G;\ x\mapsto xg^{-1}\\\sigma _{g}&\colon G\to G;\ x\mapsto gxg^{-1}\end{aligned}}}
は G 上の全単射を与える。群 G から対称群 Sym(G) への写像
{\displaystyle {\begin{aligned}\gamma &\colon G\to \operatorname {Sym} (G);\ g\mapsto \gamma _{g}\\\delta &\colon G\to \operatorname {Sym} (G);\ g\mapsto \delta _{g}\\\sigma &\colon G\to \operatorname {Sym} (G);\ g\mapsto \sigma _{g}\end{aligned}}}
は群の準同型であり、これにより群 G の元は G 自身の上の置換群の元として表される。これが群の置換表現である。
置換表現を一元体上の線型表現と看做して表現論の一般論に組み込む試みが見られる。

## 対称群の作用

### 一般多項式のガロア群
多項式のガロア群とは、多項式の根の全体からなる集合上の置換群のことをいう。n-次対称群 Sn は有理数体 Q 上の n-次の一般多項式（係数の間に何らの代数的な関係式も成立しないような多項式）
{\displaystyle a_{0}+a_{1}X+a_{2}X^{2}+\cdots +a_{n}X^{n}\in \mathbb {Q} (a_{0},a_{1},...,a_{n})[X]}
のガロア群であることが示される。Sn の可解性（これはもちろん交体群 An の可解性と等価であるが）が、n-次一般多項式に対する代数的な根の公式の存在性に言及できるのはこのためである。

### 対称式
体上の多変数多項式環 k[X] は対称群 S|X| の X への作用を移すことで S|X| が作用する。この作用の下で不変な元の全体を
{\displaystyle k[X]^{{\mathfrak {S}}_{|X|}}:=\{f(X)\in k[X]\mid f^{\sigma }=f{\text{ for all }}\sigma \in {\mathfrak {S}}_{|X|}\}}
などであらわし、その元を対称式と呼ぶ（|X| = ∞ のときは、無限変数の多項式環と無限対称群とを考えるならば同様の概念を構成できて、不変元は対称函数と呼ばれる）。

### 置換行列
n-次の対称群をベクトル空間の基底の変換として作用させることで置換を行列表示することができる。具体的に n-次元のベクトル空間 V とその基底 {e1, e2, …, en} をひとつ固定して、置換 σ の V への作用を
σ(ei) = eσ(i) (1 ≤ i ≤ n)
によって定める。このとき σ の表現行列を Pσ とすると
σ(e1, e2, …, en) = (eσ(1), eσ(2), …, eσ(n)) = (e1, e2, …, en)Pσ
から、クロネッカーのデルタ δ を用いて Pσ = (δi,σ(j)) となる。この行列 Pσ を、置換 σ に対応する置換行列という。偶置換に対応する置換行列の定める線型変換は空間の向きを保ち、一方で奇置換に対応する線型変換は空間の向きを反転させている。

## 対称群の部分群構造
対称群の部分群は一般に置換群と呼ばれる。

### 正規部分群
対称群の正規部分群は有限の場合にはよく知られている。n = 1, 2, 4 の場合を除き、n-次交代群は n-次対称群の単位群でない真の正規部分群である。n ≤ 2 の場合は交代群は単位群であるが、n = 4 の場合にはもうひとつの単位群でない真の正規部分群としてクラインの四元群がある。
無限集合上の対称群の正規部分群には、交代群に対応するもの以外にも、その集合の適当な濃度の部分集合の元を除いて全ての元を固定するような無限濃度で添字付けられた部分群なども存在する。例えば、可算無限集合上の対称群は、有限個を除く全ての元を固定するような置換の全体からなる正規部分群 S を含む。この S の元というものは、どれも無限対称群に含まれ、偶または奇置換である。S の偶置換の全体は S の特性部分群を成し、S の交代群と呼ばれる。また、可算無限集合上の対称群の単位群でない真の正規部分群はほかには存在しない。詳細は (Scott 1987, Ch. 11.3) あるいは (Dixon & Mortimer 1996, Ch. 8.1) を参照されたい。

### 極大部分群
有限対称群の極大部分群は、非推移的 (intransitive)・非原始的 (imprimitive)・原始的 (primitive) の三種類のクラスに分けられる。非推移的極大部分群はちょうど Sym(k) × Sym(n − k) (1 ≤ k < n/2) の形をした部分群である。非原始的極大部分群はちょうど Sym(k) ≀ Sym(n/k) の形をしている（ただし、2 ≤ k ≤ n/2 は n の真の約数で、"≀" は非原始的に作用する輪積を表す）。原始的極大部分群は同じように表すのは難しいが、オナン–スコットの定理と有限単純群の分類定理の助けを借りるならば、(Liebeck, Praeger & Saxl 1987) にこの型の極大部分群の十分わかりやすい記述がある。

### シロー部分群
対称群のシロー部分群は p-群の重要な例をあたえる。特別な場合には、以下のようにより容易に記述することができる。
p-次対称群のシロー p-部分群は、単に p-次巡回置換で生成される巡回部分群であり、そのような部分群は (p − 1)!/p −1 = (p − 2)! 個存在することが、単に生成元を数えることによってわかる。したがってその正規化部分群は位数 p(p − 1) であり、（特に p = 5 のとき）フロベニウス群 Fp(p−1) や、アフィン一般線型群 AGL(1, p) としても知られる。
また、p2-次対称群のシロー p-部分群は、位数 p のふたつの巡回群の輪積である。例えば p = 3 のとき、S9 のシロー 3-部分群は a = (1, 4, 7)(2, 5, 8)(3, 6, 9) および x = (1, 2, 3), y = (4, 5, 6), z = (7, 8, 9) で生成され、シロー 3-部分群の任意の元は
{\displaystyle a^{i}x^{j}y^{k}z^{l}\quad (0\leq i,j,k,l\leq 2)}
の形で与えられる。
同様に、pn-次対称群のシロー p-部分群はしばしば Wp(n) と書かれる。この記号法に従えば、Wp(n + 1) は Wp(n) と Wp(1) との輪積となる。
一般に n-次対称群のシロー p-部分群は、Wp(i) の ai 個のコピーの直積である。ただし、0 ≤ ai ≤ p − 1 かつ n = a0 + p⋅a1 + … + pk⋅ak とする。
例えば、W2(1) = C2 および W2(2) = D8 （位数 8 の二面体群）である。また、7-次対称群のシロー 2-部分群は {(1,3)(2,4), (1,2), (3,4), (5,6)} で生成され、D8 × C2 に同型である。
これらの計算は (Kaloujnine 1948) による。またさらに詳細な記述については (Rotman 1995, p. 176) を参照。(Kerber 1971, p. 26) はコーシーの1844年の結果に基づくもので、その内容のほとんどは教科書として (Netto 1882, §39–40) がカバーしていることに注意。

## 対称群の自己同型群
| n        | 自己同型群                         | 外部自己同型群 | 中心 |
| -------- | ---------------------------------- | -------------- | ---- |
| n ≠ 2, 6 | Sn                                 | 1              | 1    |
| n = 2    | 1                                  | 1              | S2   |
| n = 6    | {\displaystyle S_{6}\rtimes C_{2}} | C2             | 1    |

n ≠ 2, 6 のとき Sn は完全群（中心と外部自己同型群が両方とも自明）である。
n = 2 のとき、自己同型群は自明だが S2 自身は自明でない（巡回群 C2 に同型で、これはアーベル群だから、中心は S2 全体）。
n = 6 のときは位数 2 の外部自己同型をもち、自己同型群は S6 の C2 による半直積となる。
{\displaystyle \operatorname {Out} (S_{6})=C_{2},\quad \operatorname {Aut} (S_{6})=S_{6}\rtimes C_{2}.}
実は、6 以外の濃度の任意の集合 X に対して、X 上の対称群の任意の自己同型は内部自己同型である。(Dixon & Mortimer 1996, p. 259) によれば、この結果をはじめて得たのは (Schreier & Ulam 1937) である。

## 対称群のホモロジー
対称群 Sn の群ホモロジーは極めて正則かつ安定である。一次のホモロジー（つまりアーベル化）は
{\displaystyle H_{1}(S_{n},\mathbb {Z} )={\begin{cases}0&n<2\\\mathbb {Z} /2&n\geq 2\end{cases}}}
である。n < 2 のときは自明、n ≥ 2 のときは符号写像 sgn: Sn → C2 に対応している。これは以下のように簡単に計算できる。Sn は対合（位数 2 の元、2-サイクル）で生成されるから、写像 Sn → Cp が非自明なのは p = 2 のときであり、またすべての対合は、共軛であるから（アーベル群上の共軛変換は自明なので）そのアーベル化の同じ元へうつる。したがって、唯一可能な写像
{\displaystyle S_{n}\to C_{2}\cong \{\pm 1\}}
は対合を 1 へ移す（自明写像）か −1 へ移す（符号写像）。符号写像が矛盾なく定まっていることは確認すべきことだが、それを認めれば、これで Sn の一次ホモロジーが得られる。
二次のホモロジー（具体的にはシューア因子）は
{\displaystyle H_{2}(S_{n},\mathbb {Z} )={\begin{cases}0&n<4\\\mathbb {Z} /2&n\geq 4\end{cases}}}
である。これは (Schur 1911) で計算されており、対称群の二重被覆 2⋅Sn に対応する。
交代群の低次ホモロジーに関する例外的な同型（非自明なアーベル化の存在に対応して
{\displaystyle H_{1}(A_{3})\cong H_{1}(A_{4})\cong C_{3}}
が成り立ったり、例外的三重被覆の存在によって
{\displaystyle H_{2}(A_{6})\cong H_{2}(A_{7})\cong C_{6}}
が成立するなど）に対して、交代群を対称群に取り替えることはできないことに注意すべきである。これは、交代群に関する現象から対称群に関する現象が導ける（例えば自然な全射 A4 ↠ C3 は自然な全射 S4 ↠ S3 に延びるし、A6 および A7 の三重被覆は S6 および S7 の三重被覆に延びる）けれども、しかしそれは「ホモロジー的」（ホモロジーを取る操作と可換）ではないという意味である。つまり、全射 S4 ↠ S3 で S4 や S3 をそのアーベル化に取り替えることはできないし、後者の例では三重被覆をホモロジーに対応させることができないということになる。
このホモロジーは安定ホモトピー論でいう意味で「安定」である。すなわち、包含写像 Sn → Sn+1 と適当な整数 k が存在して、ホモロジーの間の包含写像
{\displaystyle H_{k}(S_{n})\to H_{k}(S_{n+1})}
が十分大きな n に対して同型となる。これはリー群のホモロジーの安定性の類似である。
無限対称群のホモロジーはそのコホモロジー代数をホップ代数化することによって (Nakaoka 1961) で計算されている。

## 対称群の表現論
対称群の表現論は有限群の表現論の特別な場合であり、具体的かつ詳細な理論が展開される。その応用は広く、対称函数の理論から、同種粒子に対する量子力学まで利用される。
対称群 Sn の位数は n! である。共軛類は n の分割でラベル付けられるから、有限群の表現論に従えば、複素数体上の互いに同値でない既約表現の総数は n の分割の総数に等しい。有限群の一般的な状況とは異なり、実は共軛類をパラメータ付けするのと同じ集合（つまり n の分割やサイズが n のヤング図形）で既約表現をパラメータ付けする自然な方法が対称群の場合には存在する。
そのような既約表現はどれも整数全体の集合上で実現することができる（任意の置換が成分が整数の行列として作用する）。これはヤング図形によって形の与えられるヤング盤の全体で生成される空間へのヤング対称化子を計算することによって明示的に構成できる。
複素数体をもっとほかの体に変更すれば、状況はもっと複雑になる。体 K の標数が 0 か n よりも大ならば、マシュケの定理により群環 KSn は半単純であり、この場合整数環上定義された既約表現は（必要ならばその標数を法とする還元を行って）既約表現の完全集合を与える。
しかしそれ以外の任意の標数における対称群の既約表現については知られていない。この文脈では表現の言葉よりも加群の言葉を用いるほうが普通であるが、整数環上定義された既約表現に標数を法とした還元を行って得られる表現は一般には既約でない。こうして得られる加群はシュペヒト加群と呼ばれ、任意の既約表現はそれらの加群の中から得られる。いまのところそのような既約加群はあまり知られておらず、それらの分類についてもたいした理解は得られていない。例えば、その次元なども一般にはわかっていない。 
任意の体上で対称群の既約加群を決定することは、表現論における重要な未解決問題のひとつであると広くみなされている。

## 注